# Hypsicera pfumbua
Hypsicera pfumbua är en stekelart som beskrevs av Ian D. Gauld och Sithole 2002. Hypsicera pfumbua ingår i släktet Hypsicera och familjen brokparasitsteklar. Inga underarter finns listade i Catalogue of Life.